# Шиинцы
Шиинцы (укр. Шиїнці) — село в Деражнянском районе Хмельницкой области Украины.
Население по переписи 2001 года составляло 269 человек. Почтовый индекс — 32221. Телефонный код — 3856. Занимает площадь 1,438 км². Код КОАТУУ — 6821588601.

## Местный совет
32253, Хмельницкая обл., Деражнянский р-н, с. Шиинцы, ул. Заречнаивея, 15